# John Halliday

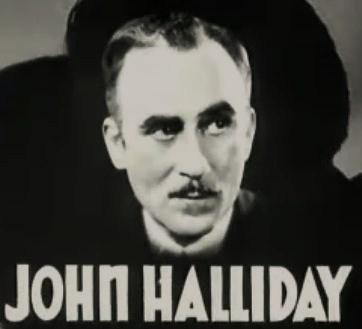
John Halliday.

John Halliday, född 14 september 1880 i Brooklyn, New York, död 17 oktober 1947 i Honolulu, Hawaii, var en amerikansk skådespelare. Han medverkade i 90 filmer.

## Filmografi, urval
- 1932 – En läkares moral
- 1934 – Va' ska mamma säga?
- 1935 – Mörkrets ängel
- 1935 – Fången på Dartmoor
- 1936 – Det stulna paradiset
- 1938 – Första svärmeriet
- 1939 – Intermezzo
- 1940 – En skön historia
- 1941 – Jag glömmer dig aldrig